# Клитарх из Эретрии
Клитарх (др.-греч. Κλείταρχος) — тиран Эретрии на Эвбее IV века до н. э.
Клитарх был одним из влиятельных политиков Эретрии на Эвбее. После прихода к власти тирана Плутарха Клитарх был вынужден покинуть родной город. Впоследствии он заручился поддержкой македонского царя Филиппа II и получив наёмников от стратега-автократора Фокидского союза Фалека, попытался захватить Эретрию. Сторону Клитарха принял также промакедонский тиран Халкиды Каллий. Афиняне решили предоставить помощь Плутарху и отправили на Эвбею войско под командованием Фокиона. В битве на Таминской равнине, которую могут датировать 350 или 348 годом до н. э., Фокион, несмотря на малое войско, одержал победу.
Следующее упоминание Клитарха относится к 343/342 году до н. э. После того как на Эвбею прибыли македонские войска под командованием Гиппоника, Филипп II поставил во главе города тиранов Автомедона, престарелого Гиппарха, который вскоре умер, и Клитарха. Предположительно, правление тиранов, о котором ничего неизвестно, было непопулярным. Против них было, как минимум, два восстания, подавление которых требовало войск из Македонии. Первый раз македонские силы возглавлял Эврилох, второй — Парменион. При содействии афинян Клитарх был свергнут в 341/340 году до н. э., а Эретрия вошла в состав Эвбейского союза. Впоследствии два афинских политика из разных партий, Демосфен и Эсхин, обвиняли друг друга в протекции Клитарха. Демосфен утверждал, что послы от Клитарха гостили у Эсхина, который выступал в роли их проксена. Эсхин, в свою очередь, обвинил Демосфена в получении от Клитарха взятки в один талант. Дальнейшая судьба Клитарха неизвестна.